# یان تسیمرمان

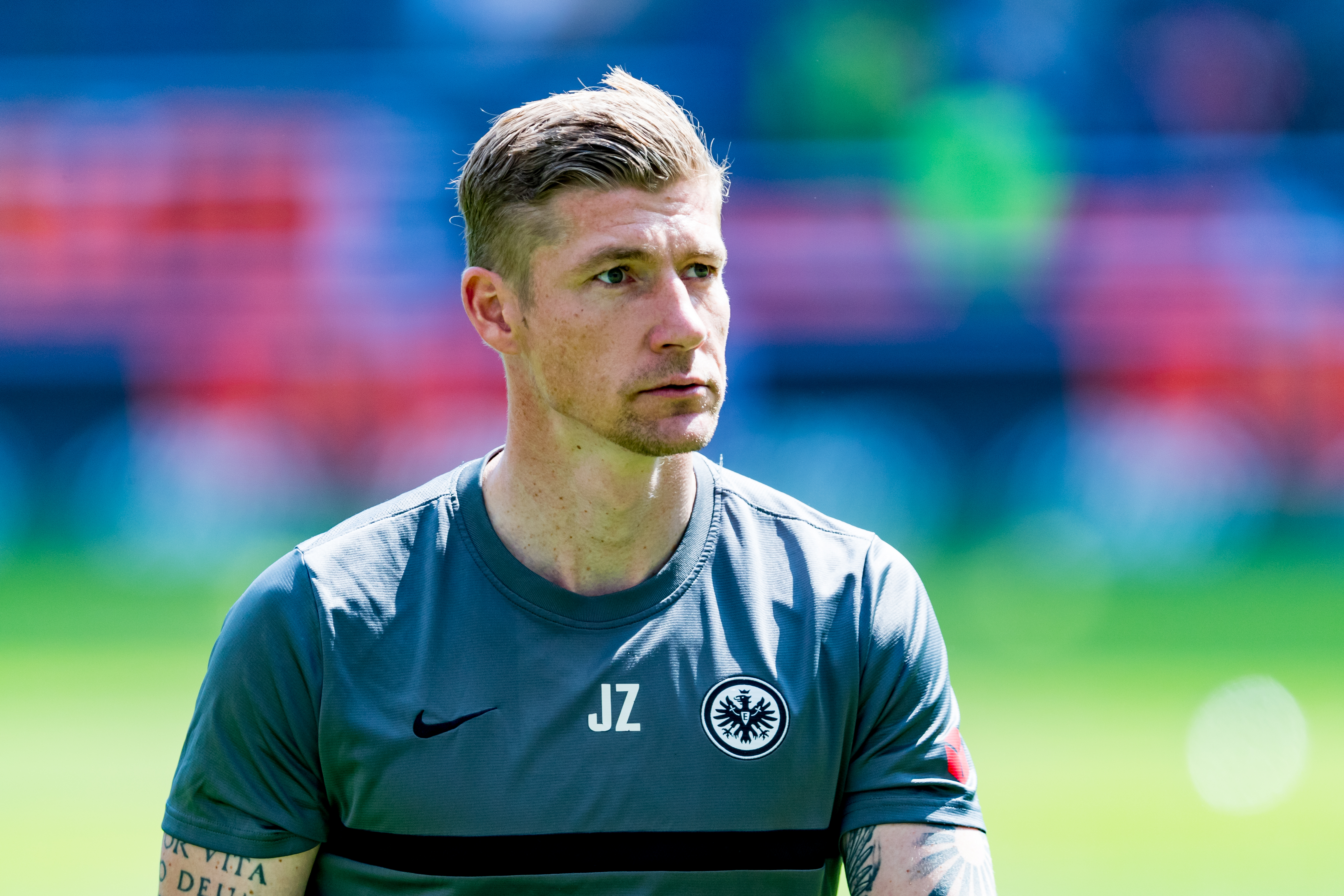
یان تسیمرمان در سال ۲۰۲۲

یان تسیمرمان (آلمانی: Jan Zimmermann؛ زادهٔ ۱۹ آوریل ۱۹۸۵) یک بازیکن فوتبال اهل آلمان است.
از باشگاه‌هایی که در آن بازی کرده‌است می‌توان به اینتراخت فرانکفورت، باشگاه فوتبال دارمشتات ۹۸ و باشگاه فوتبال هایدنهایم اشاره کرد.